# Anne Boleyn

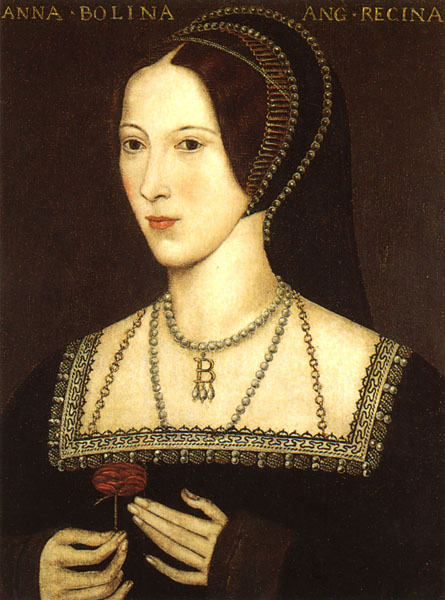
Anne Boleyn (postumes Gemälde)

Anne Boleyn [ˈbʊlɪn, bʊˈlɪn] (* 1501 oder 1507, wahrscheinlich in Blickling Hall (Norfolk); † 19. Mai 1536 in London) war die zweite der sechs Ehefrauen Heinrichs VIII. und von 1533 bis 1536 Königin von England.
Ihre Weigerung, sich dem König als Mätresse hinzugeben, führte zu dessen Scheidung von Katharina von Aragon und war einer der Auslöser für die Entstehung der anglikanischen Kirche durch Trennung der Kirche Englands von Rom. Doch wie auch Katharina gebar sie Heinrich VIII. nicht den erhofften männlichen Erben. Anne Boleyn fiel in Ungnade und wurde wegen vorgeblichen Ehebruchs und Hochverrats am 19. Mai 1536 enthauptet. Ihre Tochter Elisabeth I. indessen bestieg 1558 den englischen Thron und zählt zu den bedeutendsten und am längsten regierenden Monarchen Englands.
Annes Cousine Catherine Howard wurde vier Jahre nach Annes Tod die fünfte Ehefrau Heinrichs und 1542 wegen Ehebruchs enthauptet.

## Historische Bedeutung

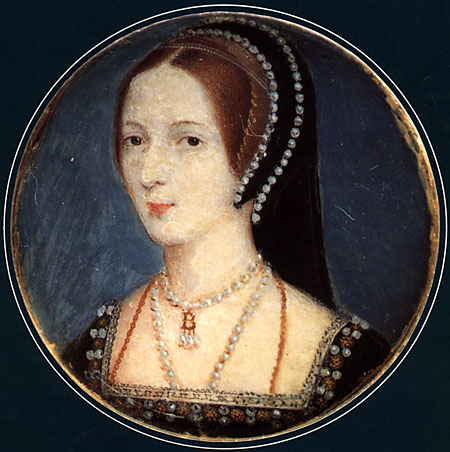
Anne Boleyn als junge Frau (postume Miniatur von John Hoskins (um 1590–1665))

Da der Papst ihm keine Annullierung seiner Ehe mit Katharina von Aragon gewähren wollte, wandte sich Heinrich VIII. von der römisch-katholischen Kirche ab, indem er die anglikanische Kirche mit sich als Oberhaupt abspaltete, um eine Heirat mit Anne Boleyn zu ermöglichen. Die Scheidung des Königs von Katharina von Aragón – gegen die päpstliche Dispens und gegen das Urteil des Papstes – stellen den Beginn der englischen Reformation dar, die Abspaltung der anglikanischen (englischen) Landeskirche und das Ende des alleinigen Einflusses des Papstes auf königliche Ehen und Scheidungen innerhalb der anglikanischen Landeskirche, die seit dem 6. Jahrhundert bestand. Heinrich wurde später auch das Oberhaupt der englischen Kirche, das allein über religiöse Fragen entscheiden konnte. Daher stellt die Heirat mit Anne Boleyn nicht nur eine Abspaltung in religiöser Hinsicht, sondern auch eine Abspaltung des Landes England von der römisch-katholischen Kirche dar (Siehe hierzu: Geschichte der anglikanischen Kirche). Anne wurde später als Märtyrerin der englischen Protestanten gefeiert (vor allem in den Werken von John Foxe). Anne Boleyn ist die bekannteste der sechs Frauen König Heinrichs VIII. von England. Ihr Aufstieg zur Favoritin des Königs und schließlich zur englischen Königin geschah ebenso schnell wie später ihr Niedergang. Bis heute ist sie, aufgrund der ambivalenten historischen und neueren Darstellung, eine der umstrittensten und faszinierendsten Frauen an der Seite Heinrichs VIII.

## Leben

### Jugend

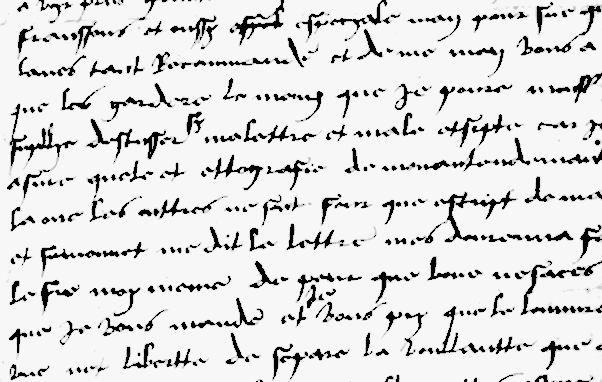
Handschrift von Anne Boleyn 1514

Anne Boleyns Geburtsdatum ist umstritten. In einer 1614 erschienenen Biographie über ihre Tochter Königin Elisabeth I. wird es mit 1507 angegeben. Neuere Forschungen lassen jedoch das Jahr 1501 als glaubhafter erscheinen. Ein von Anne Boleyn im Jahre 1514 verfasstes Schreiben ist eher einem 13 Jahre alten Mädchen zuzutrauen als einer Siebenjährigen. Wäre Anne 1501 geboren, wäre sie bei der Geburt ihrer Tochter Elisabeth bereits 32 Jahre alt gewesen, also aus damaliger Sicht recht alt für die Geburt eines ersten Kindes und etwa so alt wie Katharina von Aragón bei ihrem letzten Kind (Totgeburt 1518).
Auch Anne Boleyns Geburtsort ist unbekannt, wahrscheinlich kam sie in Hever Castle oder Blickling zur Welt. Sie entstammte väterlicherseits dem niederen Adel, mütterlicherseits der englischen Hocharistokratie. Ihr Vater war Thomas Boleyn, der als Diplomat Karriere am Hof König Heinrichs VII. machte. Ihre Mutter, Elizabeth Howard, war die Tochter des 2. Duke of Norfolk. Anne hatte zwei Geschwister, Mary und George. Als Botschafter bei Margarete von Österreich, der habsburgischen Statthalterin der Niederlande, gelang es Thomas Boleyn im Jahre 1513, seinen Töchtern als Hofdamen an Margaretes Residenz in Mechelen den Einstieg in die Adelskreise zu sichern. Beide verbrachten zwei Jahre in Flandern und anschließend am französischen Königshof, wo Anne Hofdame von Claude de France und Renée de France war. Sie erwarb sich dort, als Mitglied des königlichen Haushaltes, eine ausgezeichnete Bildung und vermittelte später europäische Einflüsse in Kleidung und Kultur am englischen Hof. Auch soll ihr musikalisches Talent am Hof von Margarete von Österreich erkannt und gefördert worden sein, der zur damaligen Zeit die bekanntesten Musiker Europas anzog. Das Lied O Death, Rock Me Asleepe soll von Anne komponiert worden sein, was von heutigen Historikern allerdings in Frage gestellt wird. Zwar werden Anne von vielen Biografen Eigenkompositionen zugeschrieben, aber bei keinem dieser Lieder und Gedichte ist die Urheberschaft zweifelsfrei nachgewiesen.

### Rückkehr nach England

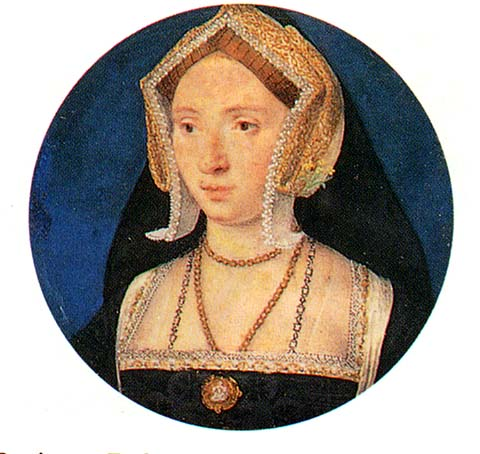
Mutmaßliches Porträt Anne Boleyns

Ein Jahr nach Mary Boleyn kehrte 1521 auch Anne nach England zurück, wo sie, wie zuvor ihre Schwester, zur Hofdame Katharinas von Aragón, der ersten Gemahlin Heinrichs VIII., ernannt wurde. Der Grund für ihre Rückkehr nach England war der Plan ihres Vaters, Anne zu verheiraten. Mit Unterstützung Heinrichs VIII. sollte sie James Butler, den vermögenden Erben eines Earlstitels, ehelichen. Ihr Debüt am Hof gab sie bei einem Maskenball im März 1522, wo sie mit der Schwester des Königs und ihrer eigenen Schwester Mary Boleyn einen kunstvollen Tanz vorführte. Anne Boleyn wurde schnell als die eleganteste und vollendetste Frau am Hof bekannt. Ihre Kleidung wählte sie nach der Mode des französischen Hofes und fiel mit ausgeschnittenen Roben und französischen Hauben auf, die mehr Haar zeigten als die herkömmlichen Hauben der englischen Damen. Anne fiel nicht nur durch ihre äußere Erscheinung auf, die durch einen dunklen Teint, sehr dunkle Haare und einen langen, schmalen Hals beeindruckte, sondern auch durch ihren Witz, ihre außergewöhnliche Bildung und Schlagfertigkeit. All das waren Eigenschaften, die im 16. Jahrhundert auf viele Männer besonders herausfordernd wirkten, da sich die meisten Damen gemäß der zeitgenössischen Sitte still, unterwürfig und demütig verhielten.
Eine Romanze mit Henry Percy, 6. Earl of Northumberland, einem reichen Junggesellen, wurde auf Befehl des Königs beendet. Einige Biografen behaupten, die Heiratspläne hätten sich zerschlagen, als Kardinal Thomas Wolsey von der Beziehung der beiden in Kenntnis gesetzt wurde. Genaueres über das Ende der Liaison ist nicht bekannt, und auch die anerkannten Biografen von Anne und Heinrich sind sich unsicher, was der genaue Grund war.
Obwohl ihr der englische Dichter Thomas Wyatt – der bereits verheiratet war – mehrere Gedichte widmete, war er nur ein Verehrer von Anne. Erst später wurde beiden eine Affäre nachgesagt, um Anne als notorische Ehebrecherin zu brandmarken. Wyatt wurde 1527 von Heinrich auf eine diplomatische Mission nach Rom geschickt. 1536 wurde er angeklagt, eine geschlechtliche Beziehung zu Anne gehabt zu haben, aber die Klage wurde fallen gelassen. Er wurde 1537 als englischer Botschafter nach Spanien geschickt.
Gedicht von Sir Thomas Wyatt Whoso List to Hunt, I Know Where Is An Hind In diesem Gedicht nimmt Sir Wyatt schon Bezug auf das Interesse des Königs an Anne.
Wer da zu jagen wünscht, ich weiß ein Wild,

Nicht mir bestimmt, ach, ich vermag’s nicht mehr:

Ermüdet von vergeblicher Beschwer …

Wer da zu jagen wünscht …

Wie ich gar leicht verschwendet er die Zeit,

Graviert in Diamant und aufgereiht

Um ihren hübschen Hals man lesen kann:

Noli me tangere, Caesar bin ich geweiht,

Die zahm erscheint, doch wild die Fessel scheut.

### Anne und Heinrich

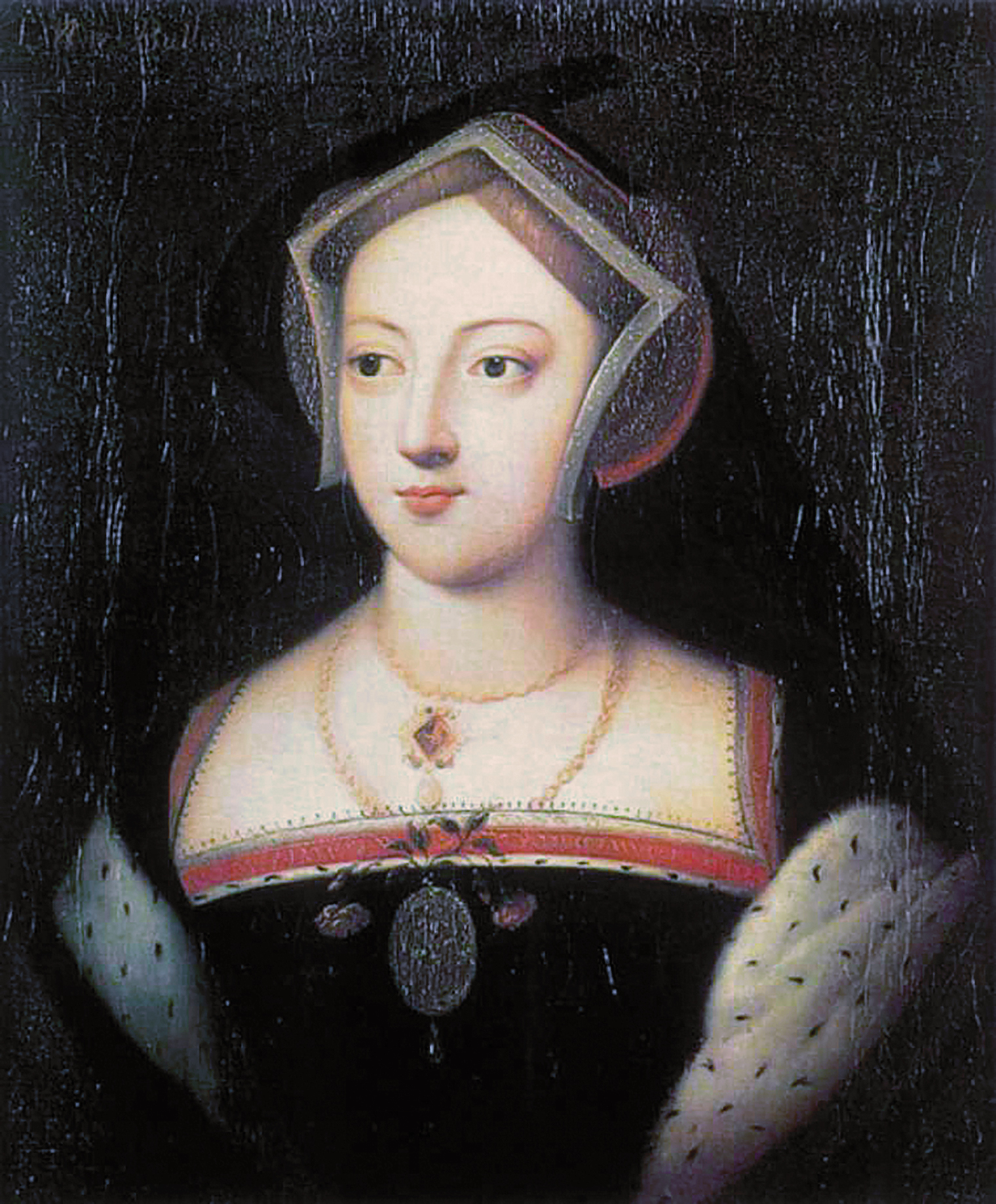
Mary Boleyn

Der König unterhielt zu dieser Zeit noch eine Liebesbeziehung zu Mary Boleyn, die er jedoch 1525 beendete.
Ein Jahr nachdem Mary aus Frankreich zurückgekehrt war (1519), heiratete sie am 4. Februar 1520 Sir William Carey, einen reichen und gut situierten Höfling. Heinrich VIII. war als Gast zur Hochzeit eingeladen, und die Biografen Heinrichs wie auch Anne Boleyns vermuten, dass der König die Braut schon kurz nach der Hochzeit zu seiner Mätresse machte. Die Beziehung zwischen beiden dauerte zwei Jahre und wurde nicht öffentlich gemacht, so dass Mary aus ihrem Status keine Vorteile ziehen konnte, wie beispielsweise die Mätressen der französischen Könige es taten. Kurz nach Beendigung der Affäre mit dem König brachte sie ihr zweites Kind auf die Welt – einen Sohn, den sie Henry nannte. Ihr erstes Kind, eine Tochter, wurde auf den Namen Catherine (1524–1568) getauft.
Da Heinrich die Boleyn-Familie auf seinen Reisen besuchte, traf er möglicherweise bei diesen Gelegenheiten schon auf Anne und wurde so auf sie aufmerksam. Spätestens seit Ende 1526 war Heinrich VIII. in Anne Boleyn verliebt. Eine Legende behauptet, er habe das bekannte Liebeslied „Greensleeves“ für sie komponiert. Heinrich kommt jedoch als Komponist nicht in Frage, da das Lied im italienischen Stil der Romanesca komponiert ist, der sich in England erst nach seinem Tod verbreitete. Aus den Jahren 1527 und 1528 sind 17 Liebesbriefe des Königs an sie erhalten geblieben. Als Anne einige Tage nicht bei Hofe sein konnte, verfasste der König folgenden Brief an sie:

„Meine Herrin und Freundin, ich und mein Herz geben sich in Eure Hände und bitten Euch, uns Eurer Gunst zu empfehlen und in Eurer Zuneigung zu uns nicht durch die Trennung nachzulassen. Es wäre zu grausam, unseren Kummer noch zu vergrößern, da Eure Abwesenheit uns schon genug bereitet […]. Da ich nicht selbst bei Euch sein kann, sende ich Euch, was meiner Person am nächsten kommt, mein Bild, in ein Armband gefasst […] und wünsche mich an seine Stelle, wann es Euch gefallen mag. Dies von der Hand Eures ergebenen Dieners und Freundes; H. R.“

Porträt Heinrichs VIII. (Gemälde nach Hans Holbein)

Anne war das Schicksal abgelegter oder in Ungnade gefallener Mätressen durch ihren Aufenthalt in den Niederlanden, Frankreich, Österreich und durch das Beispiel ihrer eigenen Schwester bekannt. Die Geliebten des Königs konnten zwar am französischen Hof zu Macht, Reichtum und Einfluss gelangen, doch war ihr hoher Status immer von den Launen ihrer königlichen Liebhaber abhängig. Entzog der König seiner Mätresse die Aufmerksamkeit, fiel sie auch bei Hofe in Ungnade und wurde sogar von Dienern missachtet. Eine Absicherung mit Titeln, Gütern und Einnahmen war das Wichtigste, um sich ein späteres Leben in relativer Unabhängigkeit als ehemalige Geliebte zu sichern.
Ihr Beharren auf einer gültigen Ehe ist nicht nur ein Zeichen für ein großes Selbstbewusstsein Annes, sondern sie wollte für sich, ihre Familie und ihre zukünftigen Kinder die größtmögliche Sicherheit haben, die Heinrich ihr bieten konnte: eine offiziell und gültig geschlossene Ehe. Ferner wird Anne als stolze Frau beschrieben, die sich mit einer zweiten Position hinter der Königin nicht zufriedengegeben hätte, auch nicht mit einem Ausschluss ihrer Kinder mit Heinrich aus der Thronfolge. Für ihre Familie bedeutete ihr offizieller Status als Königin von England eine gesellschaftliche Aufwertung. Viele Historiker schreiben dieses Streben nach Absicherung einem maßlosen Ehrgeiz und eiskaltem Kalkül Anne Boleyns zu oder behaupten, dass Anne Heinrich systematisch verführte – einzig mit dem Ziel, englische Königin zu werden. Ohne Mitleid schickte selbst Heinrich VIII. seine näheren Verwandten, Mitglieder der Familien Courtenay und Pole, wegen angeblicher Verschwörungen aufs Schafott, weil sie seinem eigenen Thronanspruch (genauer gesagt, dem seiner Kinder) im Weg standen.
Anne Boleyn ließ sich durch das beharrliche Werben des Königs nicht beeindrucken. Ihre geschickte Taktik des Sich-Verweigerns entfachte umso größere Sehnsucht im König, von Anne endlich erhört zu werden. Unermüdlich bettelte Heinrich um Annes Liebe und Aufmerksamkeit. Es sind keine Briefe von Anne an den König überliefert, doch ließ sie ihn offenbar oft auf eine Antwort warten, denn in seinen Briefen beklagt er sich:

„Obwohl es Euch, meiner Herrin, nicht gefallen hat, Euch an das Versprechen zu erinnern, welches Ihr mir bei unserer letzten Begegnung gegeben, dass ich nämlich von Euch Neuigkeiten erfahren und eine Antwort auf meinen letzten Brief erhalten solle, denke ich doch, es zieme sich für einen treuen Diener (da er doch anders nichts erfahren kann), sich nach dem Befinden seiner Herrin zu erkundigen. Um der Pflicht des treuen Dieners zu genügen, sende ich Euch diesen Brief und bitte Euch, mir über Euer Befinden Bericht zu geben […] und damit Ihr öfter an mich denkt, lasse ich Euch durch diesen Boten einen Rehbock schicken, den ich gestern Abend mit eigener Hand erlegt, in der Hoffnung, dass Ihr öfter an mich denkt, wenn Ihr ihn verspeist.“

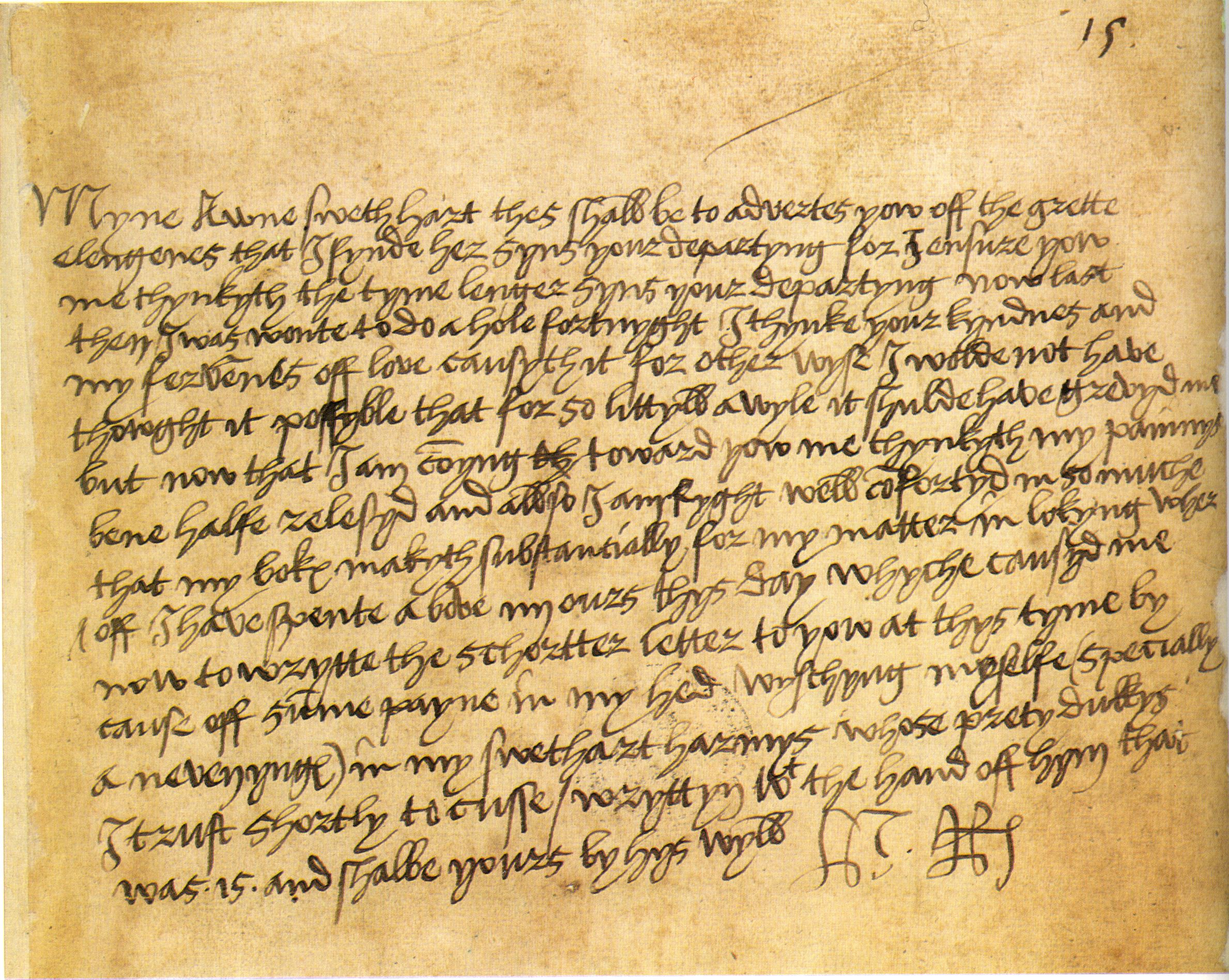
Eigenhändiger Brief Heinrichs VIII. an Anne Boleyn von 1527/1529 in der Briefsammlung Biblioteca Apostolica Vaticana, Vat. Lat. 3731A, fol. 15r

Ab dem Frühling 1527 scheint Heinrich immer stärker mit dem Gedanken beschäftigt gewesen zu sein, wie er seine Ehe mit Katharina beenden könnte, da Anne sich von ihm nicht zu einer königlichen Mätresse machen ließ. Nichtvollzug der Ehe schied als Grund für eine Annullierung der Ehe aus, da er nachweislich nicht bestand. Heinrich griff dann auf ein Argument des kirchlichen Eherechts zurück, das bei der Schließung der Ehe zunächst im Wege gestanden und nur durch eine päpstliche Dispens hatte ausgeräumt werden können:

„Wenn jemand die Frau seines Bruders nimmt, so ist das eine abscheuliche Tat. Sie sollen ohne Kinder sein, denn er hat damit seinen Bruder geschändet.“

Da Katharina von Aragón ihrem Mann nicht den ersehnten männlichen Thronfolger geboren hatte, wollte Heinrich aufgrund dieser Bibelstelle, die eine Heirat mit der Witwe des eigenen Bruders untersagte, seine Ehe annullieren lassen – völlig unberührt von der päpstlichen Dispens aus dem Jahre 1503. Papst Clemens VII. zeigte kein Interesse, die Dispens seines Vorgängers Julius II. aufzuheben, der die frühere Ehe mit Heinrichs Bruder annulliert hatte.
Zudem hatte Papst Clemens VII. zu dieser Zeit dringendere Probleme, als die Ehe von Heinrich VIII. mit Katharina von Aragón zu scheiden. Er hatte seine Annäherung an Karl V. aufgegeben und erlebte im Mai 1527 den Sacco di Roma, die Plünderung Roms durch deutsche Landsknechte und spanische Söldner.
Katharina, der Heinrichs Pläne nicht verborgen blieben, hielt an der Rechtmäßigkeit ihrer Ehe unerschütterlich fest. Im Mai 1529 entsandte Clemens VII. einen Vertreter, der gemeinsam mit Kardinal Thomas Wolsey den Vorsitz einer Kommission führen sollte, die mit der Untersuchung der Scheidungsfrage betraut war, bis Papst Clemens VII. anordnete, den Fall in Rom zu verhandeln. Der Zorn des Königs über diese päpstliche Entscheidung entlud sich über Kardinal Wolsey, der seiner Hinrichtung nur deswegen entging, weil er am 28. November 1530 starb.
Während dieser Zeit erfüllte Anne dem König noch immer nicht seinen Wunsch nach einer sexuellen Beziehung. Heinrich behandelte Anne bei Hofe bereits als seine Ehefrau. So soll er sie vor aller Augen geküsst und sie mit Geschenken überschüttet haben. Bei Festen am Hof hatte sie den Vortritt vor den Schwestern von Heinrich, und ihr Vater wurde als Viscount Rochford in den Stand eines Peers aufgenommen. Die erste Stellung bei Hofe hatte neben dem König nur die Königin. Wenn der König eine andere Frau wie seine Ehefrau behandelte, beleidigte er öffentlich ihr Ansehen, ihre Familie und ihren Status. Der Skandal in Heinrichs Verhalten lag vor allem darin, dass er Anne zwar als Königin behandelte, aber weder von Katharina geschieden noch mit Anne offiziell verheiratet war.

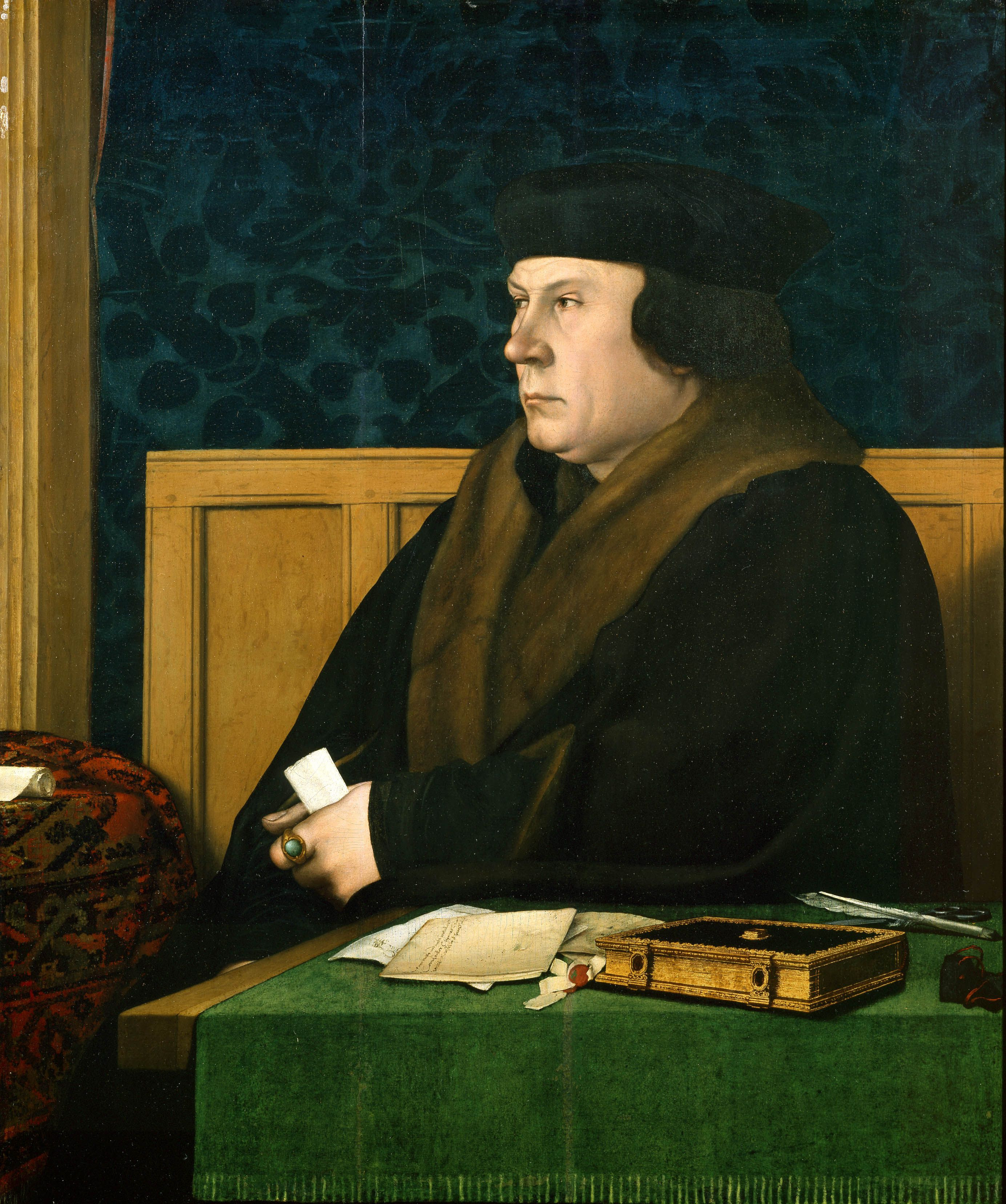
Thomas Cromwell (Gemälde von Hans Holbein)

Bis Juni 1531 hielt Heinrich das Bild der problemlosen Ehe mit Katharina für das englische Volk aufrecht. Offizielle Auftritte wurden von König und Königin absolviert. Ab Juli 1531 übernahm Anne für alle sichtbar die Rolle der Königin. Im Oktober 1532 begleitete sie Heinrich zu einem Treffen mit Franz I. nach Calais. Kurz vor dieser Reise ernannte Heinrich sie am 1. September 1532 zur Marchioness of Pembroke. Es war das erste Marquessate, das an eine Frau verliehen wurde. Katharina musste für diese Reise ihre Kronjuwelen an Anne herausgeben, welche sie bei offiziellen Empfängen und auf Festen für alle sichtbar trug.
Wahrscheinlich gab Anne kurz nach ihrer Rückkehr aus Frankreich Heinrichs Werben endlich nach. Ende Dezember 1532 muss sie Heinrich mitgeteilt haben, dass sie schwanger sei. Heinrich musste nun schnell handeln, damit sein Kind legitim geboren würde. Am 25. Januar 1533 heiratete er Anne Boleyn in einer stillen Zeremonie in einer Kapelle in der Nähe des Greenwich-Palastes. Die Ehe wurde zunächst geheim gehalten, da Heinrich noch nicht geschieden war und somit in Bigamie lebte.
Thomas Cromwell und der von Heinrich neu ernannte Erzbischof von Canterbury Thomas Cranmer wurden von Heinrich beauftragt, seine Ehe mit Katharina nun endlich – mit dem Anstrich der kirchenrechtlichen Korrektheit – scheiden zu lassen. Thomas Cranmer wurde am 30. März 1533 zum Erzbischof von Canterbury geweiht, da sich Heinrich von Cranmer Unterstützung für seine Scheidung von Katharina versprach. Außerdem war Cranmer der Familienkaplan der Boleyns, so dass seine Unterstützung für die Beseitigung der Hindernisse, eine Heirat zwischen Anne und Heinrich möglich zu machen, für Heinrich sehr naheliegend waren. Cranmer erklärte die im Januar 1533 geschlossene Ehe Heinrichs VIII. mit Anne Boleyn für gültig. Damit zog er den Zorn des Vatikans auf sich, der mit einer päpstlichen Bannandrohung und ein Jahr später mit Bann antwortete. Heinrich VIII. erklärte daraufhin die Loslösung der englischen Kirche von Rom und sich selbst zu ihrem Oberhaupt. Am 23. Mai 1533 erklärte ein Scheidungsgericht der englischen Kirche die Ehe mit Katharina von Aragón für ungültig. Mit diesem ohne Zustimmung des Papstes vollzogenen Akt war der erste Schritt zum Bruch mit der römisch-katholischen Kirche und zur Errichtung der anglikanischen Staatskirche getan.

### Ehe mit HeinrichVIII.
Schon als Geliebte des Königs hatte sich Anne nicht viele Freunde gemacht, und es gelang ihr auch als Ehefrau von Heinrich nicht, Verbündete zu gewinnen. So soll sich Anne bereits früh herrisch aufgeführt haben und Höflingen gegenüber hochfahrend und zornig aufgetreten sein. Da Anne einen zuweilen zynischen und sarkastischen Humor hatte, können ihre Worte schon damals oft fehlinterpretiert oder missverstanden worden sein. Ein Beispiel ihres sehr eigenen Humors war ihre Reaktion auf die Proteste, als sie Königin von England wurde. Für eine kurze Zeit wählte sie ein  Motto, das sinngemäß bedeutete: Murrt, wie ihr wollt. So und nicht anders wird es sein. Auch vom englischen Volk, das weiterhin Katharina von Aragón bewunderte, wurde sie nur akzeptiert, nicht angenommen. So soll während einer feierlichen Prozession am 31. Mai 1533 durch die Straßen von London zwar die ganze Stadt Anne in ihrer geschmückten Sänfte bewundert haben, aber nur ganz selten sollen Hochrufe zu hören gewesen sein. Die Londoner machten sich sogar lustig über die verschlungenen Initialen des Königs und der neuen Königin, H und A, und riefen – anstatt zu jubeln: HA! HA! HA! Am 1. Juni 1533 fand Anne Boleyns Krönung zur englischen Königin statt, als sie bereits deutlich sichtbar schwanger war.

Wappen von Anne Boleyn als Königingemahlin (Queen Consort) von England

Zwei Wochen vor dem Geburtstermin zog sich Anne in ihr Wöchnerinnengemach nach Greenwich zurück. Am 7. September 1533 wurde sie von einem gesunden Mädchen entbunden, das den Namen Elizabeth – nach Heinrichs Mutter – erhielt. Der König zeigte sich enttäuscht, dass ihm wieder kein Sohn geboren wurde. Ein für die Tauffeier geplantes Turnier wurde von ihm abgesagt. Elisabeth wurde als erstes legitimes Kind von Heinrich ausgegeben und die inzwischen siebzehnjährige Prinzessin Maria – seine Tochter aus der Ehe mit Katharina von Aragón – zum Bastard erklärt.

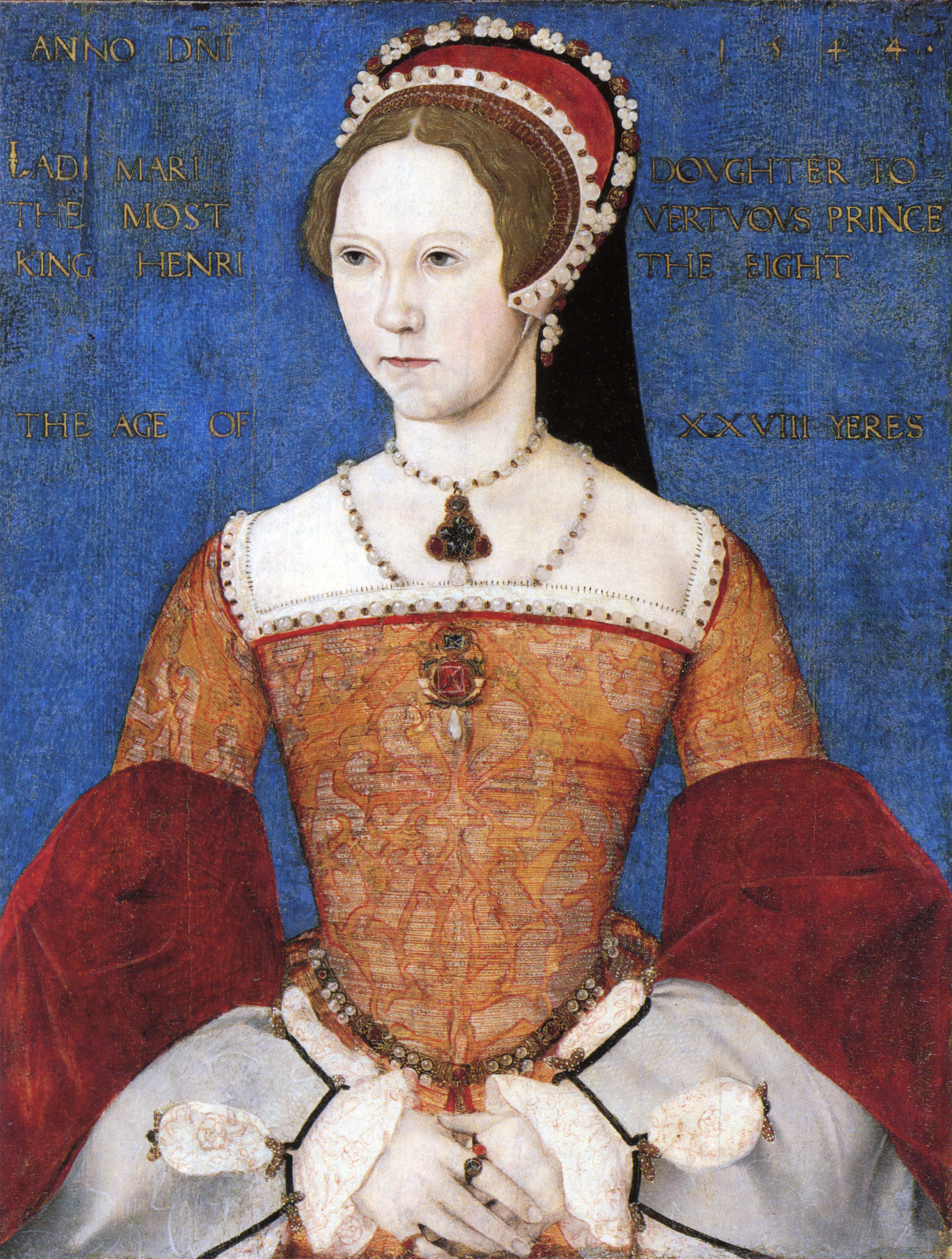
Maria als junge Frau (Gemälde von Master John)

Schon bald nach der Taufe von Elisabeth, die Heinrich nicht besuchte, schrieb er seiner Tochter Maria, dass sie den Titel Fürstin von Wales an seine Tochter mit Anne Boleyn abgeben müsse, da Elisabeth nun vor ihr in der Thronfolge rangiere. Er verlangte von Maria weiter, dass sie die Gültigkeit seiner Ehe mit Anne anerkennen müsse, ebenso die Legitimität ihrer Halbschwester, was Maria ablehnte. Erzürnt wegen ihrer Weigerung veranlasste Heinrich, dass sie ihr Haus „Beaulieu“ räumen und nach Hatfield House ziehen musste. Auch soll Maria auf die Anordnung, ihrer kleinen Schwester Elisabeth die Aufwartung als Prinzessin von England zu machen, mit den Worten reagiert haben, sie kenne keine andere Prinzessin von England als sich selbst. 1536 schrieb Maria den von Heinrich geforderten Brief, in dem sie die Annullierung der Ehe ihrer Eltern, ihre eigene Illegitimität und Heinrich als Oberhaupt der englischen Kirche akzeptierte.
Anne bemühte sich trotzdem um eine Annäherung zu Maria, unter der Bedingung, dass Maria sie als Königin akzeptiere. Maria reagierte mit einer kränkenden Antwort auf Annes Einladung, sie bei Hofe zu empfangen.

“I know no Queen in England but my mother. But if you, Madam, as my father’s mistress, will intercede for me with him, I should be grateful.”

„Ich kenne keine Königin von England außer meiner Mutter. Aber wenn Sie, Madam, als meines Vaters Geliebte zwischen meinem Vater und mir vermitteln wollen, wäre ich dankbar.“

Anne wiederholte ihre Einladung an Maria, die wieder ablehnte. Nach dieser Absage von Maria bemühte sich Anne nie wieder um die Freundschaft ihrer Stieftochter.
Anne und Heinrich führten zunächst eine harmonische Ehe. Heinrich kümmerte sich weiterhin liebevoll um Anne und auch um seine jüngste Tochter Elisabeth, die er oft mit sich herumtrug und mit der er spielte, wenn er sie in ihrem Haushalt besuchte. In dieser Zeit war Anne vermutlich zweimal schwanger. 1534 endete eine Schwangerschaft der Königin mit einer Totgeburt im achten Monat. Andere Versionen berichten, dass sie die Schwangerschaft nur vorgetäuscht habe oder so verzweifelt gewesen sei, dass sie sich eine Schwangerschaft einbildete. Sicher ist, dass Anne Boleyn in den Jahren 1534 und 1536 jeweils eine Fehlgeburt hatte, sie brach nervlich völlig zusammen und soll auf die zweite Totgeburt hysterisch reagiert haben. Sie muss damals schon geahnt haben, dass Heinrich ihr langsam entglitt und dass ihr Temperament, ihr Witz, ihre Diskutierfreudigkeit, die ihn vor Jahren fasziniert hatten, Heinrich nun zunehmend von ihr entfernten. Im Sommer schrieb der venezianische Gesandte, der König von England sei „dieser neuen Königin schon müde bis zum Überdruss“. Anders als Königin Katharina von Aragón sah Anne nicht über Heinrichs Seitensprünge hinweg. Auch aus Angst vor Konkurrenz beobachtete sie eifersüchtig ihre Hofdamen und machte dem König Vorwürfe, er würde sie vernachlässigen, wenn er seine Aufmerksamkeit anderen Personen widmete. Das Verhalten der Königin zeigt sehr stark ihre Angst. Solange sie Heinrich keinen Sohn geboren hatte, war ihre Position angreifbar und schwach. Solange Katharina von Aragón am Leben war, war Anne nicht die einzige Königin in England, und solange Maria lebte, war Elisabeth nicht die einzige potenzielle Thronerbin.
Auch das Urteil von Papst Clemens VII. beunruhigte Anne zusätzlich, dieser hatte sich im März 1534 zu Gunsten Katharinas für die Rechtmäßigkeit ihrer Ehe mit Heinrich entschieden. Umgehend wurde vom englischen Parlament die Suprematsakte verabschiedet, welche den englischen König zum Oberhaupt der Kirche Englands erklärte, ein Nachfolgegesetz bestätigte außerdem die Gültigkeit der Ehe mit Anne Boleyn. Damit war im Januar 1535 der endgültige Bruch mit der römisch-katholischen Kirche vollzogen.

### Anne fällt in Ungnade

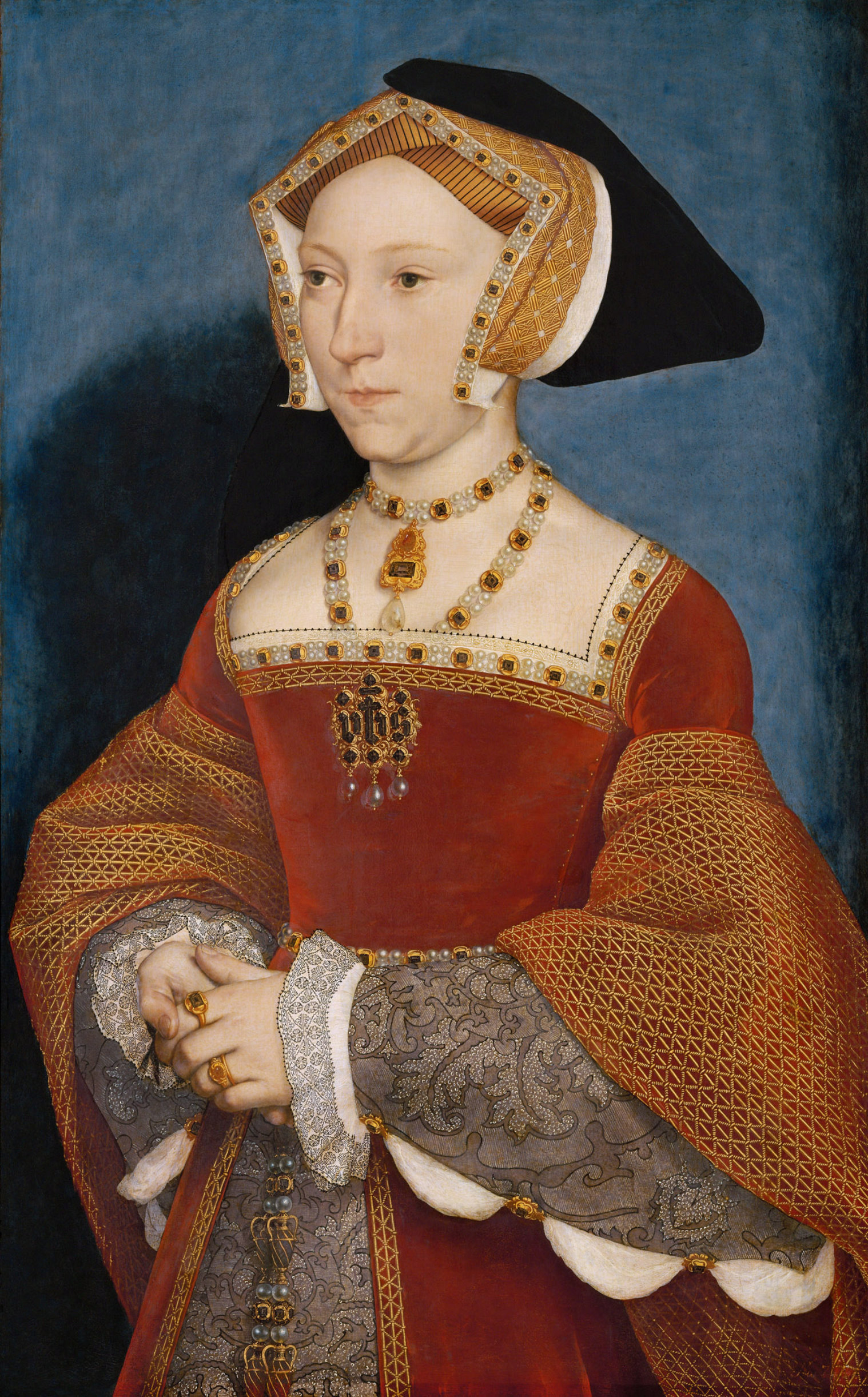
Jane Seymour

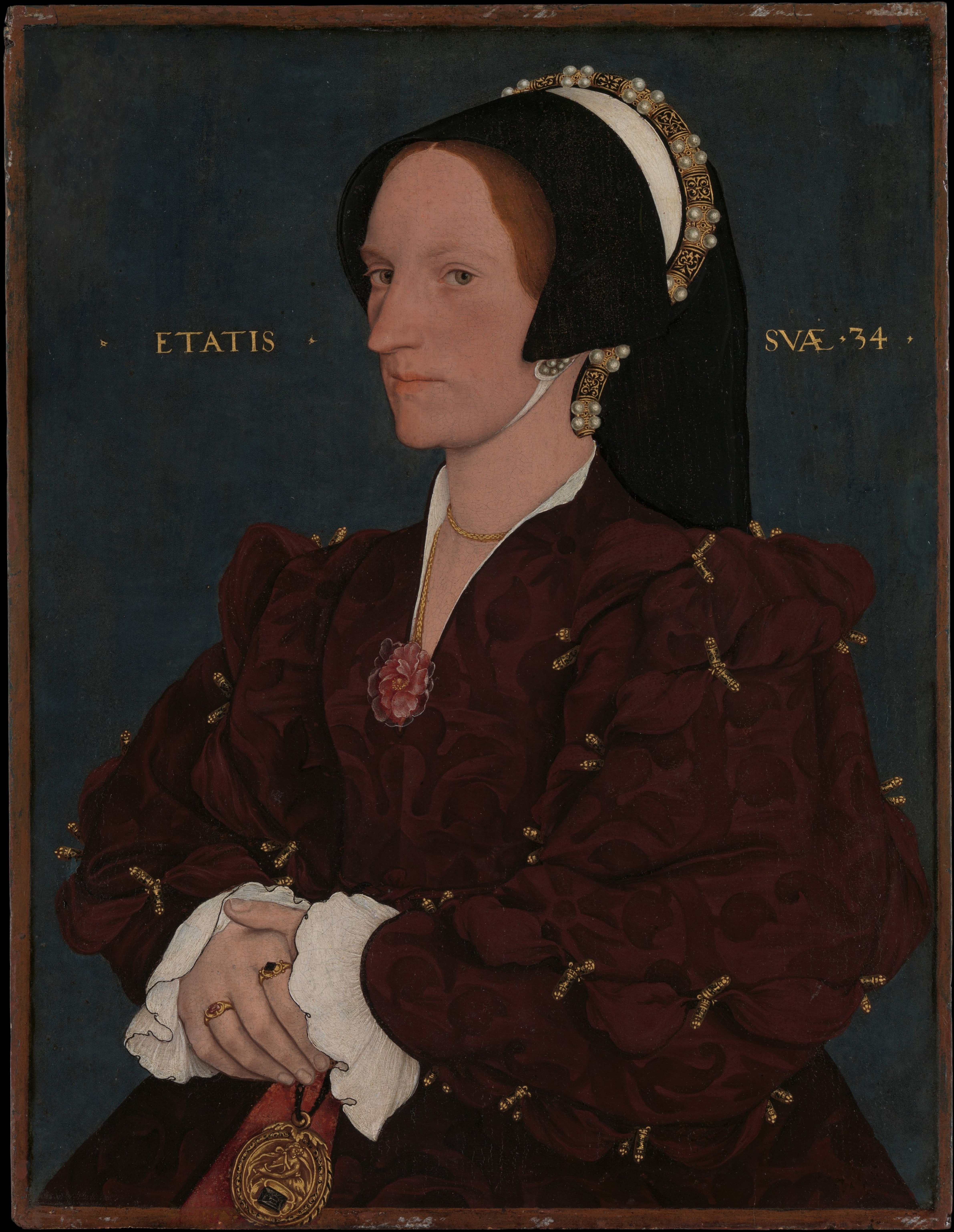
Margaret Wyatt, Lady Lee

Mit der zweiten Fehlgeburt verschlechterte sich das Verhältnis zwischen Heinrich und Anne. Sie hatte die Hoffnungen des Königs zum zweiten Mal enttäuscht und war bei Hofe umgeben von Menschen, die auf jedes Zeichen warteten, dass das Interesse des Königs an Anne nachlassen würde. Selbst die königlichen Botschafter aus Frankreich hofierten Maria und Anne, wobei sie Maria als inoffizielle Prinzessin vorzogen, zuerst besuchten und Königin Anne damit offen düpierten. Die einzigen Menschen, denen Anne vertraute, waren ihre engste Freundin und Hofdame Lady Margaret Lee, die Schwester Thomas Wyatts, und ihr Bruder George Boleyn, Viscount Rochford. Dessen Frau, Lady Jane Rochford, machte später während ihres Verhörs eine Aussage, die Anne und George schwer belastete. Lady Rochford sagte allerdings nicht im Prozess gegen ihren Ehemann und ihre Schwägerin aus.
Mit Jane Seymour hatte Heinrich zu dieser Zeit bereits die nächste Ehekandidatin ins Auge gefasst. Ironischerweise war Annes größter Schutz, dass Katharina von Aragón noch lebte, denn Heinrich befürchtete, wenn er die Ehe mit Anne für ungültig erklärte, wäre die Ehe mit Katharina automatisch wieder gültig. Daher wurde durch den Tod Katharinas von Aragón im Januar 1536 Annes Schicksal besiegelt. Annes Fehlgeburt ereignete sich einige Tage vor Katharinas Tod.
Der König fühlte sich durch Annes Totgeburten von ihr betrogen und verfiel in Selbstmitleid. Wie bei Katharina versuchte er sich herauszureden, er sei von Anne verhext worden. Dies sei auch der Grund, wieso ihm Gott einen Sohn versagte. Heinrich versuchte Argumente gegen Anne zu finden, die ihn normalerweise zu seiner Frau Katharina (hätte sie weiter gelebt) zurückgeführt hätten.

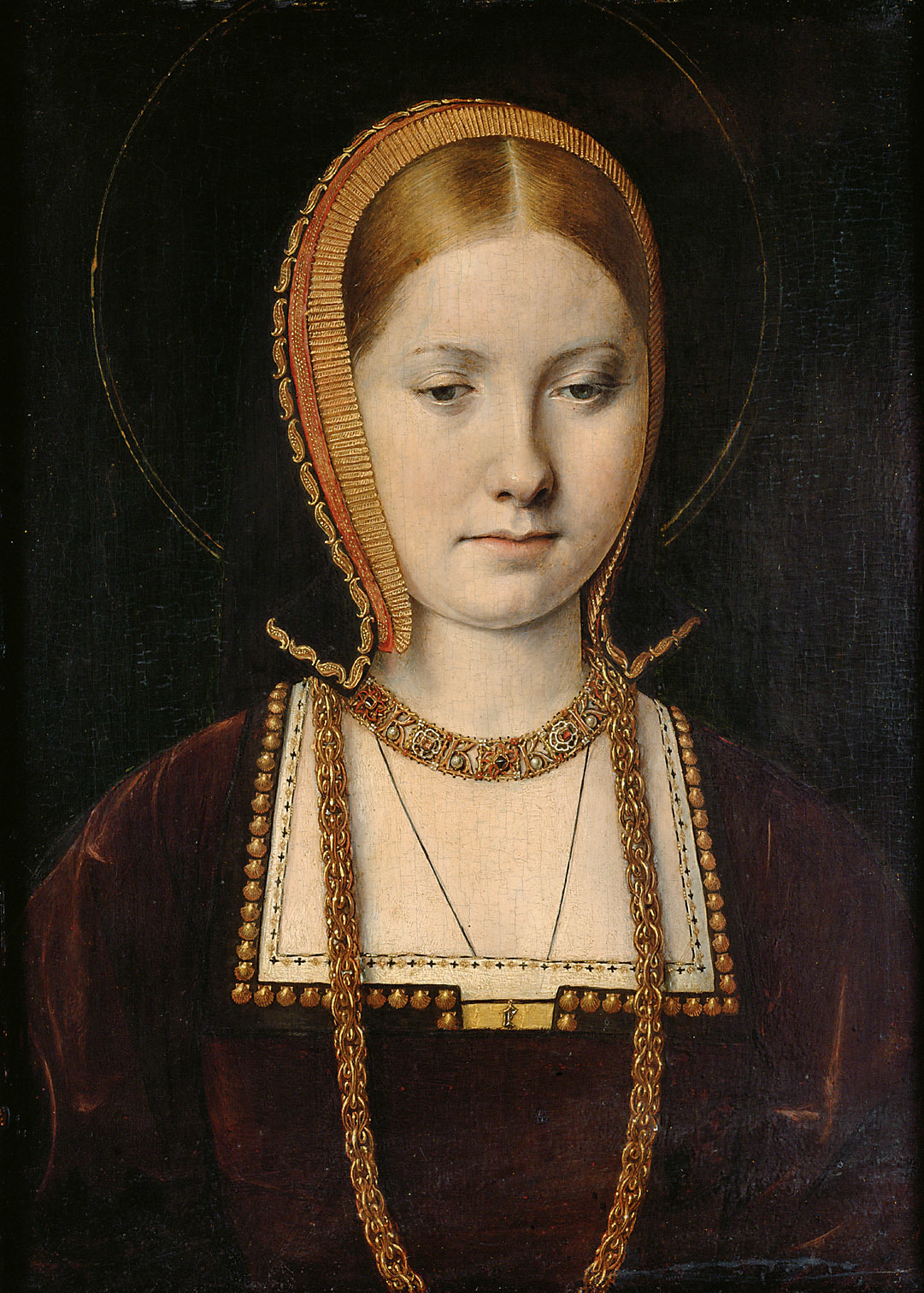
Katharina von Aragón

Der oft vorgebrachte Gedanke, dass eine Syphiliserkrankung des Königs die Ursache für die Fehl- und Totgeburten seiner Frauen sein könnte, gilt unter Historikern als sehr unwahrscheinlich, da keines seiner überlebenden Kinder Symptome der Krankheit zeigte und der König selbst sich nie der damals üblichen sechswöchigen Behandlung mit Quecksilber unterzog. Eine andere Hypothese für die vielen Fehlgeburten lautet, dass bei Anne und Heinrich eine Rhesus-Inkompatibilität vorlag. Bei solchen Paaren verläuft zwar die erste Geburt komplikationslos, alle nachfolgenden Schwangerschaften aber können durch Antikörper im Blut der Mutter zu Fehl- und Frühgeburten führen.
Der englische Hof reagierte schnell auf das nachlassende Interesse an Anne und den steigenden Stern von Jane Seymour. Die genauen Gründe für eine Intrige gegen Anne bei Hofe lassen sich heute nicht mehr genau nachvollziehen und überprüfen. Daher wird von einigen Historikern vermutet, dass die ehrgeizigen Brüder von Jane Seymour zusammen mit Thomas Cromwell schon länger die Absetzung und Anklage von Anne planten und gezielt Gerüchte und Verdächtigungen gegen Anne streuten, sie habe seit längerem Affären mit anderen Männern, zu denen auch ihr eigener Bruder gehöre.
Am 1. Mai 1536 begleitete Anne den König zu einem Turnier in Greenwich. In der Pause zwischen den Kämpfen wurde dem König eine dringende Nachricht überbracht, deren Inhalt bis heute unbekannt ist. Daraufhin verließ Heinrich das Turnier. Anne sah ihren Mann nie wieder. Einen Tag später wurde sie in Greenwich verhaftet und vor eine Kommission unter dem Vorsitz ihres Onkels, des Duke of Norfolk, gebracht.

### Prozess und Hinrichtung
Nach dem Tod von Katharina von Aragón stand der Ehe mit Jane Seymour nur noch Anne im Weg. Da Heinrich durch die vom englischen Parlament verabschiedete Suprematsakte an eine gültige Ehe mit Anne gebunden war, musste ein anderer Weg gefunden werden, Anne von ihm zu trennen. Hätte Heinrich der Suprematsakte offen widersprochen und seine Ehe annullieren lassen, wäre sein Ruf in ganz Europa gefährdet gewesen. Daher blieb ihm für die Trennung von Anne nur ein Weg: eine Anklage, auf die der Tod stand, und ein Prozess, der sicher mit dem Todesurteil enden würde.

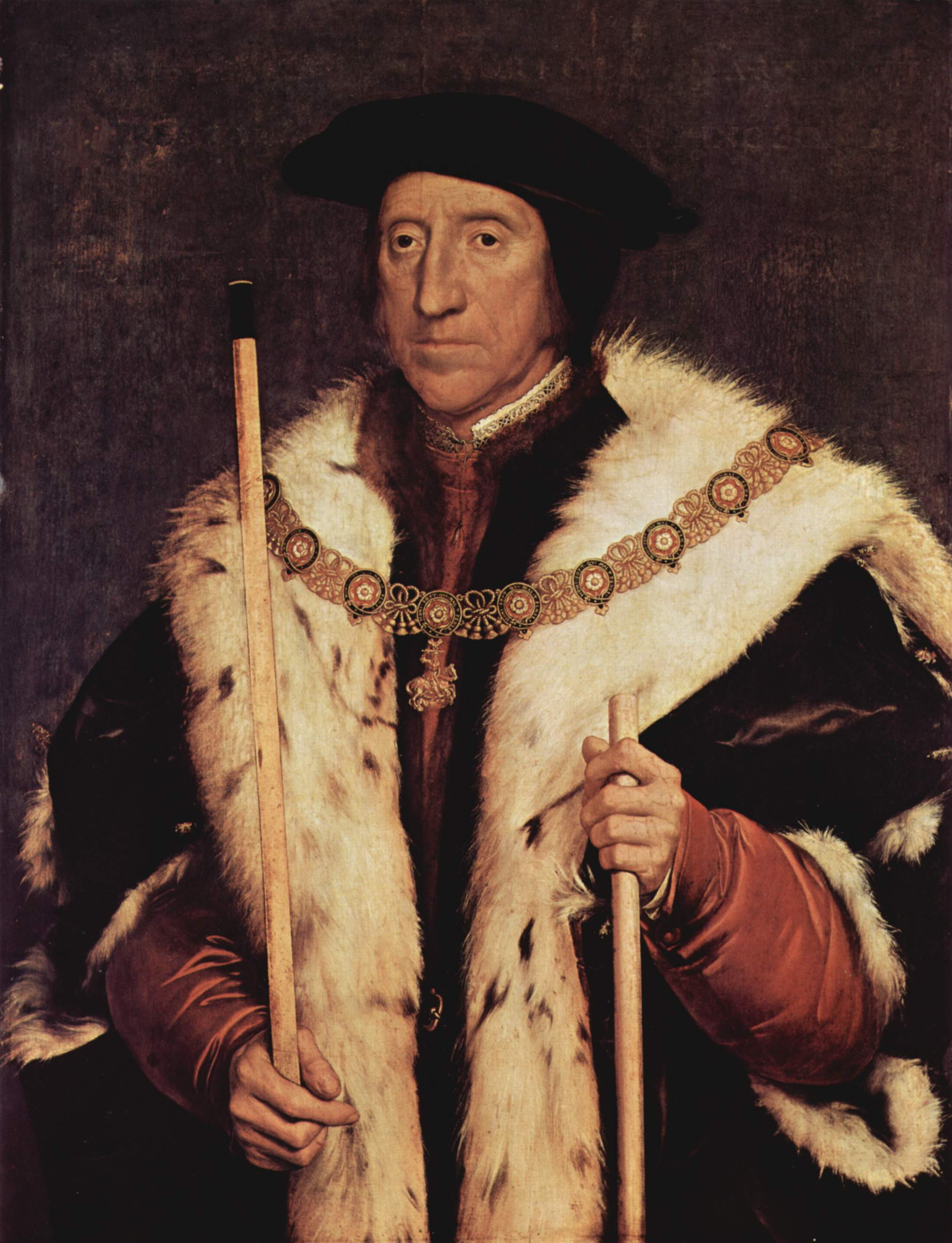
Thomas Howard, 3. Duke of Norfolk, Onkel von Anne Boleyn (Gemälde von Hans Holbein)

Anne Boleyn wurde am 2. Mai 1536 des mehrfachen Ehebruchs, inzestuöser Beziehungen zu ihrem Bruder und des Plans, den König zu töten, angeklagt. Obwohl diese Anschuldigungen unbewiesen blieben, wurde sie wegen Hochverrats zum Tode verurteilt.
Am 6. Mai 1536 schrieb Anne einen Brief an Heinrich:

„Sire, das Missfallen Euer Gnaden und meine Einkerkerung sind für mich so seltsame Dinge, dass ich gar nicht weiß, was ich schreiben und wofür ich mich entschuldigen soll. […] Kein Fürst hat je eine treuere Gattin in aller Pflicht und Zuneigung gehabt, als Ihr in Anne Boleyn gefunden habt. […] Lasst mich verhören, guter König, aber gebt mir ein gerechtes Gerichtsverfahren, und lasst nicht meine geschworenen Feinde als meine Ankläger und Richter über mich zu Gericht sitzen. Ja, gebt mir ein öffentliches Gerichtsverfahren, denn meine Wahrheit wird keine öffentliche Schande zu fürchten haben. Dann werdet Ihr entweder meine Unschuld gereinigt, Euren Argwohn und Euer Gewissen zufriedengestellt, die Bosheit und Verleumdungen der Welt zum Schweigen gebracht oder meine Schuld öffentlich erklärt sehen, sodass, was auch immer Gott und Ihr über mich beschließen mögen, Euer Gnaden von einer öffentlichen Kritik befreit sein werden, und wenn meine Schuld dann gesetzlich erwiesen ist, wird Euer Gnaden sowohl vor Gott wie vor den Menschen freistehen, nicht alleine gesetzliche Strafe an mir als einer ungetreuen Gattin zu vollziehen, sondern auch Eurer Neigung, die bereits feststeht, zu folgen, um derentwillen ich da bin, wo ich jetzt bin […] Meine letzte und einzige Bitte sei, dass ich allein das Gewicht von Euer Gnaden Missfallen zu tragen habe und dass es nicht die unschuldigen Seelen der armen Edelleute treffen möge, die, wie ich höre, ebenfalls in strengem Gewahrsam sind um meinetwillen […] aus meinem kummervollen Gefängnis im Tower an diesem 6. Mai 1536, Eure allergetreuste und stets ergebene Gattin Anne Boleyn.“

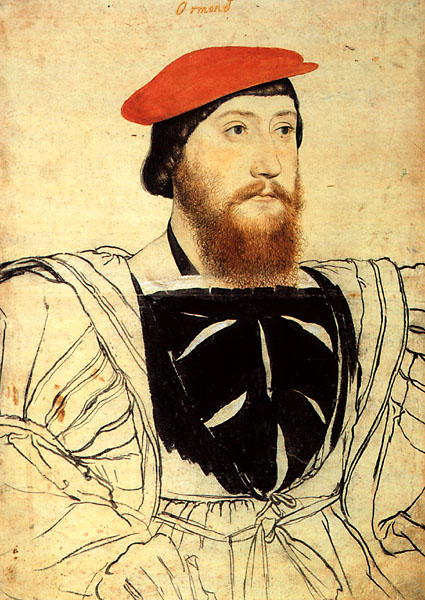
Thomas Boleyn, Vater von Anne Boleyn (Porträt von Hans Holbein)

Einen Tag nach Anne wurden ihre angeblichen Liebhaber verhaftet. Hierzu gehörten der Schatzmeister der königlichen Privatschatulle, Henry Norris, die Kammerherren Francis Weston und William Brereton sowie der Musiker Mark Smeaton und Annes Bruder, George Boleyn, Viscount Rochford. Mit Ausnahme von Smeaton wiesen alle Männer die Vorwürfe zurück. Der Historiker Eric Ives vermutet, dass Smeaton versuchte, einem grässlichen Tod zu entgehen. Er war der einzige, der in Ketten vor das Gericht geführt wurde, und hatte als Nichtadliger als einziger unter den Angeklagten keinen Anspruch auf eine schnelle Hinrichtung durch Enthauptung. Seine einzige Rettung vor dem Tod durch Hängen, Ausweiden und Vierteilen war ein Geständnis. Nach gängigem Gesetz konnte der Angeklagte in einem Verräterprozess nur dann auf Begnadigung hoffen, wenn er sich schuldig bekannte und sich völlig dem Urteil des Königs überließ. Im Falle einer Verurteilung konnte der Angeklagte durch ein Geständnis bewirken, dass er einen weniger grausamen Tod erleiden musste.
Der Satz „[…] wenn dem König etwas zustieße, würdet ihr mich haben wollen“, den Anne unbedacht zu Sir Norris sagte, wurde ihr im Prozess als Mordplan gegen den König ausgelegt. Der gesamte Prozess gegen Anne beruhte auf Erzählungen und Aussagen von Zeugen, die entweder vorbereitet wurden oder der Königin gegenüber schon lange feindlich gesinnt waren. So sagte Lady Jane Rochford – ihre eigene Schwägerin – aus, Anne habe ihr einmal gesagt, „[…] dass der König unfähig sei, mit seiner Gattin zu schlafen, und weder Geschick noch Manneskraft besäße.“ (nach Helga Thoma)
Sir Henry Norris, Sir Francis Weston, William Brereton und Mark Smeaton wurden am 12. Mai 1536 in Westminster Hall zum Tode verurteilt. Anne und ihr Bruder George Boleyn mussten am 15. Mai vor das Tribunal, um sich der Anklage des Inzests zu stellen. Auch hier sagte Lady Rochford, die Frau von George und Schwägerin von Anne, aus, dass es zwischen den Geschwistern zu „ungehörigen Vertraulichkeiten“ gekommen sei. Weder Annes Onkel Thomas Howard, 3. Duke of Norfolk, der den Vorsitz führte, noch Thomas Boleyn, der Vater von Anne und George, versuchten, den beiden zu helfen. Die Anschuldigungen gegen die Geschwister Boleyn wurden bereits von Zeitgenossen in Zweifel gezogen. Doch sie enthielten auch eine religiöse Komponente. Da George Boleyn bekennender Protestant war, wurde er von konservativen katholischen Kreisen noch lange Zeit als Verbrecher betrachtet. Als seine Witwe im Jahre 1542 selbst hingerichtet werden sollte, bekannte sie einer Legende zufolge, dass sie im Fall ihres Ehemanns gelogen habe:

“God has permitted me to suffer this shameful doom as punishment for having contributed to my husband’s death. I falsely accused him of loving in an incestuous manner, his sister, Queen Anne Boleyn. For this I deserve to die.”

„Gott hat mir dieses beschämende Schicksal auferlegt, weil ich zum Tod meines Ehemannes beigetragen habe. Ich habe ihn falsch beschuldigt, seine Schwester Königin Anne Boleyn in Blutschande geliebt zu haben. Dafür habe ich den Tod verdient.“

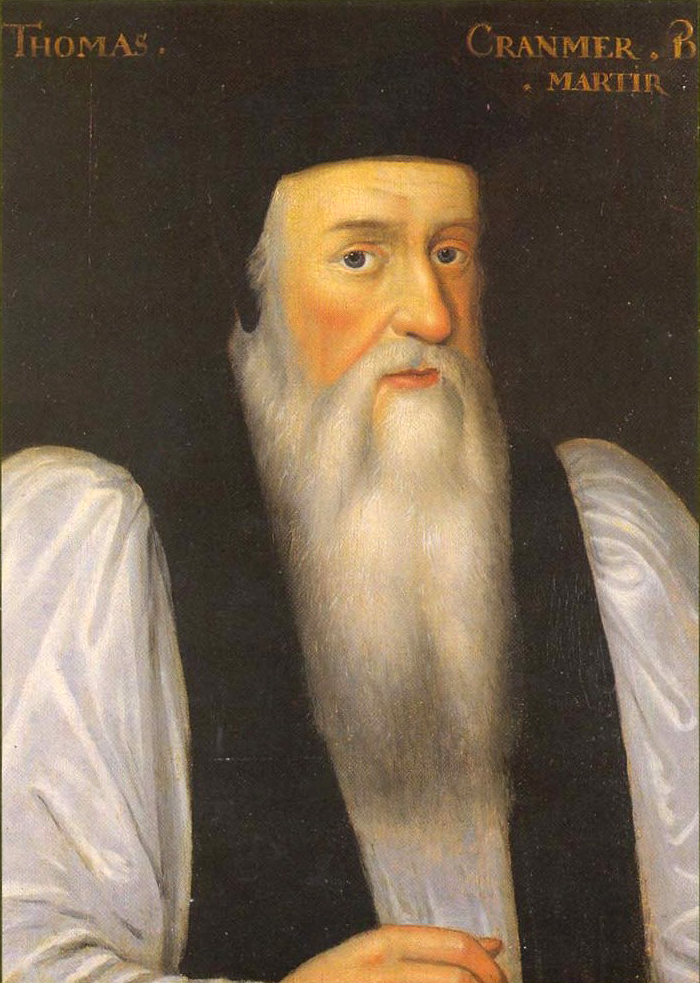
Thomas Cranmer, Erzbischof von Canterbury (Künstler unbekannt)

In der modernen Geschichtsschreibung gilt jedoch als gesichert, dass dieses Zitat erfunden wurde.
Am 17. Mai 1536 wurden die fünf verurteilten Männer auf dem Tower Hill hingerichtet. Annes Hinrichtung wurde um zwei Tage verschoben, bis Thomas Cranmer ihre Ehe mit Heinrich für ungültig und die Tochter Elisabeth zum Bastard erklärt hatte.
Heinrich ließ zur Hinrichtung seiner Ehefrau am 19. Mai 1536 den Henker Jean Rombaud aus Saint-Omer kommen, der für seine Fähigkeiten bei der Enthauptung mit dem Schwert bekannt war. Eine Gruppe von Beamten hatte sich im Tower versammelt, um der Hinrichtung beizuwohnen.
| Originaltext | Übersetzung |
| --- | --- |
| Good Christian people, I am come hither to die, for according to the law, and by the law I am judged to die, and therefore I will speak nothing against it. I am come hither to accuse no man, nor to speak anything of that, whereof I am accused and condemned to die, but I pray God save the king and send him long to reign over you, for a gentler nor a more merciful prince was there never: and to me he was ever a good, a gentle and sovereign lord. And if any person will meddle of my cause, I require them to judge the best. And thus I take my leave of the world and of you all, and I heartily desire you all to pray for me. O Lord have mercy on me, to God I commend my soul. To Jesus Christ I commend my soul; Lord Jesus receive my soul. | Gute christliche Leute, ich bin hierher gekommen, um zu sterben, denn gemäß dem Gesetz und durch das Gesetz wurde ich verurteilt zu sterben, und daher werde ich nicht dagegen sprechen. Ich bin hierher gekommen weder, um einen Menschen anzuklagen, noch irgend etwas darüber zu sagen, weshalb ich angeklagt und zum Tod verurteilt wurde. Aber ich bete: Gott schütze den König. Möge er noch lange über euch herrschen. Denn einen sanftmütigeren und nachsichtigeren Fürsten als ihn gab es nie. Mir war er stets ein guter, freundlicher und gnädiger Herr. Und wenn irgendeine Person sich in meine Sache einmischt, so verlange ich von ihr, aufs Beste zu urteilen. Und so nehme ich meinen Abschied von der Welt und Euch allen, und ich wünsche mir herzlichst von Euch, für mich zu beten. O Herr, habe Gnade mit mir, zu Gott empfehle ich meine Seele. An Jesus Christus empfehle ich meine Seele, Herr Jesus empfange meine Seele. |

Sie gestand ihre Schuld nicht, vermied es aber auch, den König anzugreifen. Anne Boleyn wurde kniend, mit verbundenen Augen und erhobenem Kopf hingerichtet. Bereits elf Tage nach Annes Tod, am 30. Mai 1536, heiratete Heinrich seine dritte Frau, Jane Seymour.

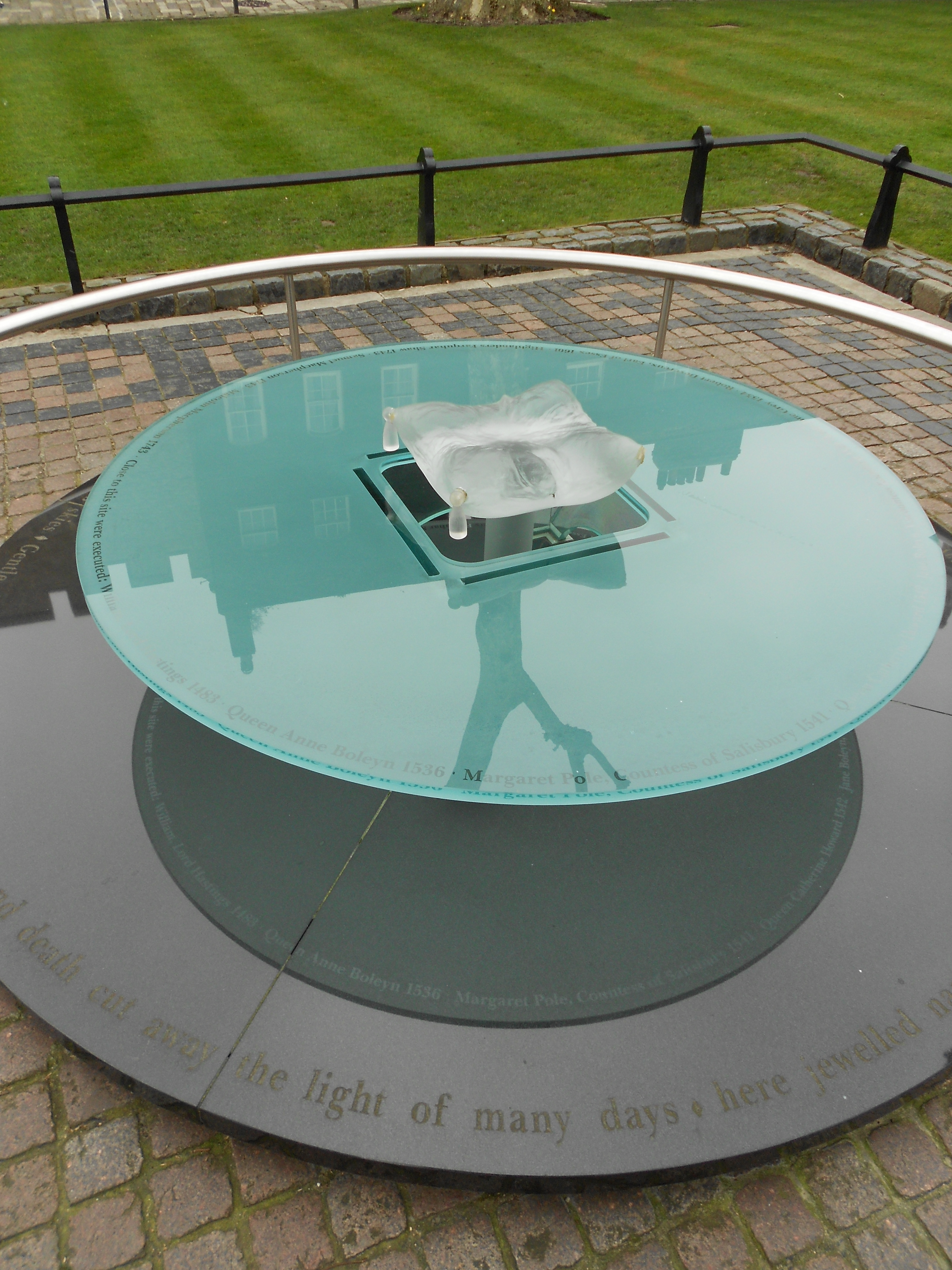
Denkmal an der Hinrichtungsstätte auf dem Tower Green

An der Hinrichtungsstätte Tower Green im Tower of London befindet sich seit 1866 eine Gedenktafel. Ihr Leichnam wurde ohne Erinnerungstafel unter dem Kirchenschiff der Kapelle des Towers St. Peter ad Vincula begraben. 1876 wurden die sterblichen Überreste der dort liegenden Personen in die Gruft der Kapelle überführt.

### Verhältnis zu Elisabeth

Badge (= Bilddevise) Elisabeth I. von England; Anne Boleyn verwendete die Version ohne Blumen

Von Elisabeth heißt es, sie habe in ihrem späteren Leben praktisch nie von ihrer Mutter gesprochen. Erinnerungen an ihre Mutter wird sie allerdings auch kaum gehabt haben, da sie bei Anne Boleyns Tod erst zwei Jahre und acht Monate alt war und zudem seit ihrem dritten Lebensmonat in eigener Hofhaltung lebte. Obwohl Elisabeth sich in der Öffentlichkeit stets mit ihrem Vater identifizierte und oft betonte, die Tochter Heinrichs VIII. zu sein, scheint sie privat auch das Andenken an ihre Mutter wachgehalten zu haben. Auch nahm sie den Kaplan ihrer Mutter, Bischof Matthew Parker, in ihre Dienste. Darüber hinaus protegierte Elisabeth die Verwandten ihrer Mutter und übernahm Anne Boleyns Badge (eine heraldisch anmutende Bilddevise, aber nicht zu verwechseln mit einem Wappen). Die einzige Veränderung am Badge ihrer Mutter war, dass bei Elisabeth Blumen aus dem Baumstumpf sprossen.

## Kinder
Kinder mit Heinrich VIII.
Heirat am 25. Januar 1533, die Ehe wurde 1536 annulliert
- Elisabeth I. (* 7. September 1533; † 24. März 1603)
- Henry (*/† 1534); Historiker sind sich unsicher, ob dieses Kind tot geboren wurde oder kurz nach der Geburt starb. Die Geburt selbst und das Geschlecht des Kindes sind nicht sicher belegt.
- Edward (*/† 29. Januar 1536)

## Rezeption

### Stimmen der Zeitgenossen: Legende und Mythos
Einer Legende nach soll Anne Boleyn einen Ring, der das Porträt von ihr und Elisabeth zeigt, kurz vor ihrem Tod Elisabeth als Andenken übergeben haben. Der Ring wurde nach Elisabeths Tod 1603 von ihrem Finger entfernt und Jakob VI. von Schottland gegeben, um ihm den Tod Elisabeths zu beweisen. Der Ring befindet sich heute neben vielen weiteren Ausstellungsstücken im Museum by The Chequers Trust.
Nach 1558 wurde Annes Schicksal von John Foxe – einem sehr konservativen Protestanten – aufgegriffen, der sie zur Schutzheiligen des englischen Protestantismus machte. Er behauptete, dass Gott ihre Unschuld und Tugend bewiesen habe, da später Elisabeth I. den englischen Thron erbte.
Das 1585 in Köln veröffentlichte prokatholische Werk „De origine ac progressu schismatis Anglicani“ des aus England geflüchteten Jesuitenpriesters Nicholas Sanders bringt verschiedene Anschuldigungen gegen Anne Boleyn. So behauptete er, Anne sei eine illegitime Tochter Heinrichs VII. gewesen. Bei der Beschreibung ihres Äußeren gibt er an, sie habe an der rechten Hand sechs Finger (Polydaktylie) gehabt.

### Moderne Rezeption
Theater und Oper
Im Jahr 1830 komponierte Gaetano Donizetti eine Belcanto-Oper unter dem Titel Anna Bolena, die auf Anne Boleyns Biographie fußt. Sie wird zusammen mit Maria Stuarda (1834) und Roberto Devereux (1837) zu Donizettis so genannter Tudor-Trilogie gerechnet. Das zweiaktige Libretto von Felice Romani fokussiert auf den letzten Lebensabschnitt Anne Boleyns. Auf Schloss Windsor warnt sie ihre Rivalin Giovanna Seymour davor, den Verlockungen von Glanz und Macht zu erliegen. Gleichzeitig gesteht sie ihrem früheren Liebhaber, der hier Lord Riccardo Percy heißt, dass sie die Verbindung zu ihm nur aus Ruhmsucht aufgegeben hat. Als König Enrico VIII. ein Medaillon Annas im Besitz ihres Pagen Smeton findet, deutet er dies als Beweis ihrer Untreue. Smeton bestätigt in einer Falschaussage, der Geliebte Annas gewesen zu sein. Kurz vor ihrer Hinrichtung im Tower zu London – die Glocken anlässlich der Vermählung Enricos mit Giovanna sind schon zu hören – wird Anna wahnsinnig; vergleichbare Schlussarien der jeweiligen königlichen Protagonistin enthalten auch die beiden anderen Tudor-Opern.
Anna Bolena wurde am 26. Dezember 1830 im Teatro Carcano in Mailand uraufgeführt. Der Titelpart wurde seitdem unter anderen von Elena Souliotis, Maria Callas, Joan Sutherland, Beverly Sills, Edita Gruberová, Elena Moșuc und Anna Netrebko interpretiert.
Eine weitere Oper über Anne Boleyn und Heinrich VIII. komponierte Camille Saint-Saëns. Sein 1883 uraufgeführter Henry VIII handelt in künstlerischer Freiheit von der Beziehung der beiden und dem Kirchenschisma.
Bereits 1884 erschien das „Historische Trauerspiel“ Anna Boleyn von Carmen Sylva und Mite Kremnitz. Im Jahr 1947 publizierte Maxwell Anderson das Theaterstück Anne of the Thousand Days. Es wurde 1969 unter dem Titel Königin für tausend Tage von Charles Jarrott verfilmt. In dem Historiendrama um die Ehe zwischen Anne Boleyn und König Heinrich VIII. agierte die franko-kanadische Schauspielerin Geneviève Bujold als Titelfigur, während der renommierte britische Theater- und Filmschauspieler Richard Burton König Heinrich mimte. Der Film wurde im Jahre 1970 mit vier Golden Globe Awards prämiert und für zehn Oscars nominiert.
Musik
Franz Königshofer ließ sich von ihr 1955 zu einem Werk für Blasorchester, Anna Boleyn Symphonische Musik, inspirieren.
Der britische Rockmusiker Rick Wakeman zeichnet in seinem 1973 erschienenen Album The Six Wives of Henry VIII, im fünften Stück mit dem Titel Anne Boleyn/The Day Thou Gavest Lord Hath Ended, ein musikalisches Bild der Ehefrauen des Königs.
Die deutsche Folk-Rock-Band Ougenweide hat mit dem Song O Death Texte von Anne Boleyn aus der Inhaftierung vor ihrer Hinrichtung zitiert. Veröffentlicht wurde der Song 1996 auf dem Album „Sol“. Diese Texte wurden ebenso verwendet von Camerata Sforzesca auf dem Album „Live“ (2002), Lucy Ward auf dem Album Adelphi Has To Fly (2011) und Rosemary Standley & Helstroffer’s Band auf dem Album Love I Obey (2015)
Die britische Pop-Band McFly verarbeitete 2006 die Thematik „Anne Boleyn“ humoristisch in ihrem Song Transylvania aus dem Album Motion in the Ocean. Die 2007 veröffentlichte Single erreichte Platz 1 der britischen Charts.
Anne Boleyn ist eine der Hauptfiguren des Musical Six, in dem die sechs Ehefrauen von Heinrich VIII. in einem Ausscheidungssingen für eine Girlgroup gegeneinander antreten. 
Erzählende Literatur
Mit Die Schwester der Königin schrieb Philippa Gregory 2002 einen Bestseller über die beiden Schwestern Boleyn. Der Roman wurde 2003 mit Natascha McElhone verfilmt (englischer Titel: The Other Boleyn Girl). Die zweite Verfilmung Die Schwester der Königin mit Natalie Portman, Scarlett Johansson und Eric Bana wurde am 15. Februar 2008 auf der Berlinale 2008 vorgeführt.
In Hilary Mantels Romanen Wolf Hall (deutscher Titel: Wölfe, 2010) und Bring up the Bodies (deutscher Titel: Falken, 2012) wird die Zeit vor der Eheschließung von Henry VIII. und Anne Boleyn bis zur Hinrichtung Annes aus der Perspektive des Kanzlers Thomas Cromwell erzählt. Die beiden Romane wurden von der BBC als sechsteilige Serie unter dem Titel Wölfe (Original: Wolf Hall) verfilmt und 2015 gesendet. Anne Boleyn wurde von Claire Foy gespielt.
Film
- 1905: Les Derniers moments d’Anne de Boleyn
- 1911: Henry VIII.
- 1913: Anne de Boleyn
- 1920: Anna Boleyn (Regie: Ernst Lubitsch)
- 1969: Königin für tausend Tage (Anne of the Thousand Days)
- 1972: Henry VIII. and His Six Wives
- 2003: Henry VIII (Helena Bonham Carter verkörperte Anne Boleyn)
- 2008: Die Schwester der Königin (The Other Boleyn Girl)

Fernsehen
- 2007–2010: Die Tudors – Diese Serie umfasst vier Staffeln (Staffel 1, 2 und 4 à zehn Folgen, Staffel 3 à 8 Folgen). Anne Boleyn wird hier von Natalie Dormer verkörpert.
- 2015: Wölfe (Original: Wolf Hall). Claire Foy verkörpert Anne Boleyn.
- 2021: Anne Boleyn. Jodie Turner-Smith verkörpert Anne Boleyn.